# Bill Dubuque
Bill Dubuque (St. Louis) is een Amerikaans scenarioschrijver.

## Biografie
Bill Dubuque werd geboren in St. Louis (Missouri). Hij werkte twaalf jaar in de private sector als headhunter alvorens de overstap te maken naar scenarioschrijven.
Zijn eerste script, getiteld The Headhunter’s Calling, baseerde hij op zijn eigen ervaringen als headhunter. Het werd in 2016 verfilmd door regisseur en producent Mark Williams. Het script werd ook opgemerkt door acteur Robert Downey jr., die Dubuque vervolgens inschakelde om het scenario van The Judge (2014) te herschrijven. Op aanraden van Williams ontwikkelde Dubuque ook het script voor de thriller The Accountant (2016).
Dubuque schreef ook de pilot van de Netflix-serie Ozark, dat zich afspeelt in zijn geboortestreek Missouri.
In februari 2017 werd Dubuque door Warner Bros. gevraagd om een scenario te schrijven over de DC-superheld Nightwing.

## Filmografie
- The Judge (2014)
- The Headhunter's Calling (2016)
- The Accountant (2016)
- Ozark (2017-2022)
- The Accountant 2 (2025)